# Charles Netter

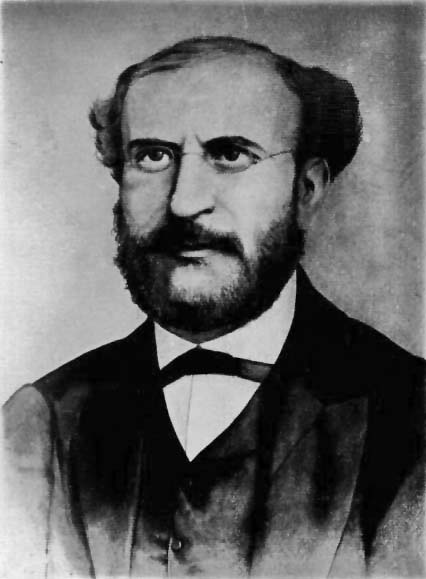
Charles Netter

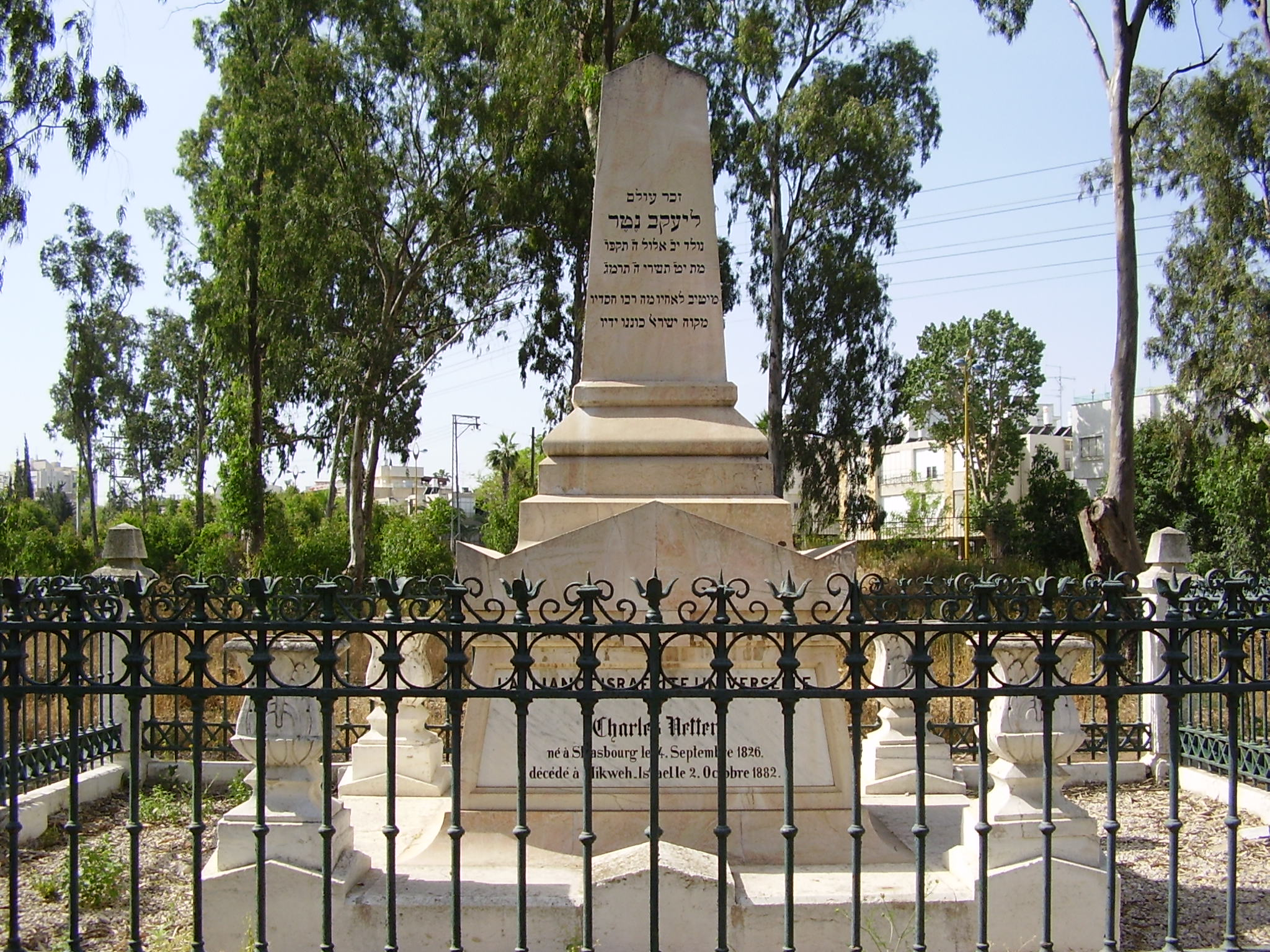
Grabstätte von Charles Netter in Mikwe Israel

Charles Netter (* 14. September 1826 in Strasbourg; † 2. Oktober 1882 in Jaffa) war ein französischer Kaufmann und Vorsitzender der Alliance Israélite Universelle.

## Leben
Charles Netter entstammte einer elsässisch-jüdischen Familie. Er war im Mai 1860 einer der 17 Mitgründer der jüdischen Selbsthilfeorganisation Alliance Israélite Universelle, für deren Gründungsveranstaltung er sein eigenes Wohnhaus in Paris zur Verfügung stellte. 1867 gelang es ihm, in der Alliance  genügend Unterstützung für eine Landwirtschaftsschule zur Ausbildung von persischen und europäischen Juden zu gewinnen. 1870 gründete er schließlich die Schule Mikwe Israel nahe Jaffa in Palästina, die 1874 mit Finanzierung von Maurice de Hirsch richtig in Betrieb ging. Zudem förderte Netter die Hilfe für die in Russland verfolgten Juden und gründete ein Hilfszentrum für Flüchtlinge in der österreichisch-ungarischen Grenzstadt Brody.

### Zeitdokumente
- Moritz Steckelmacher: Gedächtnisrede auf den verewigten Charles Netter. Malsch und Vogel, Karlsruhe 1882.
- Narcise Leven: Cinquante ans d’histoire: l’Alliance Israélite Universelle. Paris 1911.
- J. Jaari-Poljeskin: Charles Netter. Sein Leben und sein Werk. Tel Aviv 1926.

- Jüdisches Lexikon, Band IV/1, 461 f.

### Sachbücher
- Salomon Wininger: Große Jüdische National-Biographie. Band IV, 514.
- John F. Oppenheimer (Red.) u. a.: Lexikon des Judentums. 2. Auflage. Bertelsmann Lexikon Verlag, Gütersloh u. a. 1971, ISBN 3-570-05964-2, Sp. 581.